# Шымкентский нефтеперерабатывающий завод
Шымкентский нефтеперерабатывающий завод (ТОО «ПетроКазахстан Ойл Продактс») — один из трёх ведущих нефтеперерабатывающих заводов Казахстана. Построенный в 1985 году. Расположен в городе Шымкент, на юге Казахстана, в самой густонаселенной части республики. Проектная мощность Шымкентского НПЗ составляет 6 млн. тонн в год, глубина переработки составляет 81,6%.

## Современная ситуация
В 1994 году предприятие, носившее название ОАО «Шымкентнефтеоргсинтез» (ШНОС) было приватизировано, в 2000 году приобретено канадской компанией «Харрикейн». Для теплоэнергоснабжения нефтеперерабатывающего и шинного заводов рядом была построена ТЭЦ-3.
В настоящее время управление ТОО «ПетроКазахстан Ойл Продактс» (далее — ПКОП) осуществляется на паритетной основе: Национальной компанией «КазМунайГаз» в лице АО «КазМунайГаз — переработка и маркетинг», и Китайской Национальной Нефтяной Корпорацией CNPC. Перерабатываемое сырье ПКОП — это в основном казахстанская нефть месторождений Кумколь и Кенкияк, а также западносибирская нефть.
Завод вырабатывает 30 % общего текущего объёма нефтепродуктов, производимых тремя НПЗ Казахстана. Шымкентский НПЗ  С учетом благоприятного географического расположения и высоких технических возможностей у предприятия есть все предпосылки для осуществления поставок на внутренний и внешний рынки. 
Завод работает на толлинговой основе, перерабатывая нефть ПККР и третьих сторон. Ассортимент нефтепродуктов включает различные сорта бензина (Aи-80, Aи-92 и Aи-96), дизельное топливо, авиационный керосин, сжиженный газ, вакуумный газойль и мазут. Продукция компании «ПетроКазахстан» имеет высокое качество вследствие применения профессионального и высокотехнологичного процесса переработки и исключительно высокого качества кумкольской нефти.
Шымкентский нефтеперерабатывающий завод (ТОО «ПетроКазахстан Ойл Продактс») в 2016 году при плане 4 444 623 тонны фактически переработал 4 501 467 тонн нефти, выполнение плана составило 101,28 %. Для сравнения: в 2015 году ТОО «ПКОП» было переработано 4 493 312 тонны сырой нефти.
Автобензинов было произведено 1 032015 тонн, то есть 103,26 % к плану (в 2015-м — 987964 тонны), дизельного топлива — 1 203 445 тонн, то есть 101,16 % от плановых показателей (в 2015-м — 1 192 445 тонн).
В 2014 году при поддержке Китая была начата модернизация завода. В 2018 году модернизация завершилась, что позволило увеличить глубину переработки, довести качество выпускаемой продукции до международных экологических стандартов К4 и К5 и добиться увеличения производительности по переработке нефти до 6 миллионов тонн в год. 